# Pataki Jenő
Pataki Jenő, álneve Dr. Transylvanus (Kolozsvár, 1857. november 22. – Kolozsvár, 1944. január 7.) orvosdoktor, erdélyi magyar orvostörténetíró.

## Életútja
Pataki Sándor főkormányszéki tanácsos és Konrád Emilia fia. A Sárospatakról a 17. század közepén Kolozsvárra költözött Pataki család ötödik, utolsó orvosgenerációját képviseli. A Református Kollégiumban érettségizett (1876), a Ferenc József Tudományegyetemen szerzett orvosi diplomát (1882). A budapesti II. szülészeti és nőgyógyászati klinikán volt félévig gyakornok és 1883. októbertől 1885. októberig a Stephania szegény-gyermekkórházban segédorvos. Orvosi gyakorlatot egy évig mint gyermekorvos Kolozsvárt, 1886 végétől Batthyány Lajos gróf meghivására, mint a család orvosa működött és egy év múlva Sárváron folytatott orvosi gyakorlatot. 1898-tól Kolozsvárt tiszti orvos 1918-ig, majd magánpraxist folytatott itt és Tordán, ahonnan a bécsi döntés után visszatért szülővárosába. Autószerencsétlenség okozta halálát.

## Munkássága
1896-tól tagja az EME Orvos-Természettudományi Szakosztályának. Az erdélyi orvoslás múltjára vonatkozó kutató munkássága főleg az Erdélyi Orvosi Lap és a Revista Medicală-Orvosi Szemle hasábjain bontakozik ki. Orvostörténeti sorozatai, kezdve a 16. századtól a kolozsvári egyetem megnyitásáig (1872), számba veszik az Erdélyben élt orvosokat, a róluk maradt emlékeket, arcképeket, az orvoslással kapcsolatos tárgyakat, feljegyzéseket. Ezekkel az adatgazdag írásokkal veti meg az erdélyi magyar orvostörténeti irodalom alapjait. Közli üknagyapja, Pataki Sámuel naplóját (1922), erdélyi orvostörténeti naptárt állít össze (1924). A Pásztortűzben portrét rajzol Köleséri Sámuelről (1925/5) és Árva Bethlen Katáról, az „első magyar orvosnő”-ről (1925/10).
Orvostörténeti előadásokkal szerepel az EME nagybányai (1932) és brassói (1934) vándorgyűlésein, dolgozatait közlik a szakosztály értesítői és emlékkönyvei. Az EME 75 éves fennállására kiadott Emlékkönyv (Kolozsvár, 1937) részére összeállítja az Orvostudományi Szakosztály történetét. A Vasárnapi Ujság, Véndiákok Lapja, Magyar Népegészségügyi Szemle, Kolozsvári Szemle munkatársa. Orvostörténeti munkásságáért a szegedi egyetem arany diplomával, majd 1942-ben a Ferenc József Tudományegyetem, ahol meghívott előadó, gyémánt diplomával tüntette ki. Kéziratait, okmányait a kolozsvári Állami Levéltár őrzi.
Önálló munkáinak, különlenyomatainak száma csak az 1920-as, 1930-as években meghaladja a félszázat. Közülük jelentősebbek még: Adatok a magyar ifjak orvos-nevelésének történetéhez (Kolozsvár, 1903); Orvostörténeti morzsák a leveles ládából (Kolozsvár, 1924); Adatok a prostitutio történetéhez Kolozsvárt (Kolozsvár, 1925); Orvoslás a régi Erdélyben (Kolozsvár, 1941).

## Lásd még
- Erdélyi Orvostörténeti Arcképek